# Layachi Yaker
 (décembre 2023).
Si vous disposez d'ouvrages ou d'articles de référence ou si vous connaissez des sites web de qualité traitant du thème abordé ici, merci de compléter l'article en donnant les références utiles à sa vérifiabilité et en les liant à la section « Notes et références ».
Layachi Yaker (en arabe : العياشي ياكر), né le 11 janvier 1930 à Souk Ahras (alors Algérie française) et mort le 25 novembre 2023 à Alger, est un diplomate et homme politique algérien.

## Biographie
Il s’engage à 17 ans dans le mouvement national à travers ses activités de scout musulman, puis dans les jeunesses de l’UDMA. Autodidacte, il combine l’action politique avec le travail salarié, tout en se formant au métier de comptable.
Envoyé en France par sa société pour effectuer une formation d’expert-comptable, Layachi Yaker est élu vice-président de l’Union générale des étudiants musulmans algériens (UGEMA) en juillet 1955.
Membre du FLN, il est arrêté lors d’une rafle en février 1957 et reste emprisonné sous le régime de la détention provisoire, à la Santé, puis au Centre pénitentiaire de Fresnes. Au terme de plusieurs grèves de la faim, il obtient le statut de prisonnier politique.
 Il bénéficie en octobre 1959 d'une libération conditionnelle.
Layachi Yaker parvient à rejoindre le Gouvernement provisoire de la République algérienne (GPRA) au Caire (Egypte) en janvier 1961, puis est nommé Représentant du GPRA en Inde et au Bangladesh en novembre de la même année.
Rappelé à Alger dès l’indépendance de l'Algérie en juillet 1962, il occupera successivement les fonctions suivantes :
- directeur des affaires économiques, culturelles et sociales au ministère des Affaires étrangères (1963-1967), ministre plénipotentiaire ; membre du conseil supérieur des hydrocarbures, des mines et de l’énergie[2] ;

- ministre du Commerce, sous la présidence de Houari Boumédiène (du 9 juin 1969 au 23 avril 1977), dans les gouvernements Boumédiene II et Boumédiene III[3].

- député et Vice-Président de l'Assemblée Populaire Nationale (APN) de 1977 à 1979 ;

- ambassadeur d’Algérie en URSS et en Mongolie extérieure de 1979 à 1982 ;

- ambassadeur d’Algérie aux USA de 1982 à 1984.

En 1989, il intègre le système des Nations unies où il occupe successivement les fonctions de :
-  conseiller spécial du Directeur général de l’UNESCO à Paris de 1989 à 1992 ;
-  secrétaire général adjoint de l’ONU et Secrétaire exécutif de la Commission économique pour l’Afrique (CEA) de 1992 à 1995 à Addis Abeba (Ethiopie) ;
-   président de l'Institut international des Océans (IOI) de 1995 à 1997.
-   membre de la commission Brandt, il participe à l'élaboration du Rapport Nord-Sud en 1980.

### Enfance et éducation
Ainé d'une fratrie de douze enfants, Layachi Yaker est né le 11 janvier 1930 à Souk-Ahras dans une famille originaire de Tamazirt, commune d’Irdjen, Tizi Ouzou.

### Carrière
Autodidacte (comptable, puis expert-comptable), Layachi Yaker s'implique très jeune dans l'action politique en faveur de l'Indépendance de son pays ; d'abord  à Alger, puis à Paris à partir de 1954, en particulier comme agent de collecte de fonds pour le FLN. Président de l’organisation jeunesse de l’UDMA (JUDMA), il est élu vice-président de l’UGEMA en juillet 1955, lors du premier congrès de l’organisation,. Selon Mohammed Harbi, cette élection est le résultat d’un contexte de rivalités et de luttes d’influence sur « la conception ethnoculturelle de la nation » et sur la nécessité, pour certains acteurs, d’« endiguer l’influence des étudiants communistes ».
En février 1957, il est arrêté par la police française et emprisonné à la Prison de la Santé, puis au Centre pénitentiaire de Fresnes,. Il bénéficie d'une libération conditionnelle en octobre 1959 et rejoint en janvier 1961 le GPRA au Caire.
À partir de novembre 1961 il représente le GPRA en Inde et au Bangla Desh.
Dès l’indépendance de l'Algérie en juillet 1962, il est rappelé à Alger et nommé haut fonctionnaire au ministère des Affaires étrangères (MAE). Après la prise de pouvoir de Boumédiène en juin 1965, il poursuit sa carrière au MAE  jusqu'à sa nomination au poste de Ministre du Commerce, qu'il occupe de juin 1969 à avril 1977.
Après deux années en tant que Député et Vice-Président de l'APN, il entame une carrière diplomatique internationale comme Ambassadeur d'Algérie en Union Soviétique (URSS) et Mongolie-Extérieure de septembre 1979 à août 1982, puis aux États-Unis de septembre 1982 à août 1984.
En 1989, il intègre le système des Nations unies en tant que Conseiller spécial du Directeur général de l’UNESCO à Paris.
De 1992 à 1995, il assure les fonctions de Secrétaire général adjoint de l’ONU et de Secrétaire exécutif de la Commission économique pour l’Afrique (CEA) à Addis Abeba.
Layachi Yaker s’est engagé très activement en faveur du renforcement et de l'amélioration des relations entre pays développés et pays dits (à l'époque), « du Tiers-Monde » (Pays en développement), en particulier en tant que Membre de la commission indépendante initiée par Willy Brandt (l’ex-chancellier social-démocrate allemand) et co-rédacteur du Rapport Nord-Sud produit (en 1980) par ladite comission.
Il assure, de 1995 à 1997, la Présidence de l’Institut International des Océans pour la défense des ressources marines et leur exploitation juste et équilibrée.

## Fonctions
- 1969-1977 : ministre du Commerce
- 1977-1979 : député de Bir Mourad Raïs[12] et vice-président de l’assemblée nationale
- 1979-1982 : ambassadeur en URSS
- 1982-1984 : ambassadeur aux États-Unis
- 1984-1992 : conseiller spécial auprès du directeur général de l’UNESCO
- 1992-1995 : secrétaire-général adjoint de l’ONU, secrétaire-général de la Commission économique des Nations unies pour l’Afrique (CEA)[13]
- 1995 - 1997 : président de l’Institut International des Océans (IOI)